# Histoire de Cesena
Cet article présente l'histoire de la commune de Cesena, parfois connue sous le nom francisé archaïque de Césène.

## Période étrusque duVIIeauIXesiècleav. J.-C.

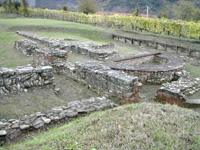
Site archéologique de l'ancienne ville étrusque de Caizna, hameau de Mevaniola. Ici : les vestiges de fondations et de soubassements de la ville.

Aujourd'hui il existe au moins quatre hypothèses sur l'origine du nom de Cesena :
- La fondation de Cesena viendrait des Celtes en 391 av. J.-C., et précisément de Brenno, leur capitaine, qui aurait tiré le nom « Cesena » de la technique utilisée par les Boïens pour travailler les forêts voisines : « Caesura » (césure, abattage ou coupe de la forêt).
- Le nom de la ville dériverait d'un radical étrusque : Kesna ou Caizna, même racine que le nom du torrent Cesuola, qui avec le Savio délimitaient la cité vers le VIIe siècle av. J.-C. et qui sont à l'origine de son développement.
- Mais d’autres le rapportent à l'illustre famille de Sarsina ; les Caesii, connue dès l'époque romaine, mais d'origine plus ancienne.
- Pour d'autres le nom viendrait du latin Caedo.

Cesena, comme l'ancien centre urbain de Sarsina, se trouvait le long de l’itinéraire qui menait de la vallée du Savio à celle Tibre et donc au versant tyrrhénien. Les territoires de la vallée du Savio en effet ont été fréquentés par l’homme depuis au moins 15 000 ans, c'est-à-dire à partir de la fin du paléolithique supérieur. La documentation archéologique la plus ancienne, relative à des installations, remonte au Néolithique récent, pendant qu'ils tendent à s’intensifier dans l’époque du bronze. Si les découvertes semblent se raréfier sur les débuts de l'âge du fer (IXe siècle av. J.-C.), les fouilles dues aux récentes urbanisations ont mis en évidence une large fréquentation à partir du second âge du fer (?e av. J.-C.), caractérisée par la présence d’une population de culture étrusque, les Umbri Sapinates, qui s'établiront dans la haute vallée du Savio (Sapis) avec comme centre la cité de Sarsina, en parallèlement avec la ville de Mevaniola (aujourd'hui Galeata) dans la haute vallée du Bidente. La phase celtique, dont nous font écho certaines sources littéraires, n'est pas étayée pour l'instant de preuves archéologiques,,,.

## Domination romaine
« Castro Civitati Cesene » fut le nom de la cité durant la domination romaine. Se développant sur les rive du Savio, elle devint importante par le tracé de la Via Emilia qui traverse cette riche région agricole et facilite les échanges commerciaux. La qualité du fameux vin de la région fut notée par Pline le Jeune.
Un des exemples de centuriation romaine les mieux conservés d’Europe est celui de la région de Cesena, dont le tracé est vraisemblablement daté après 268 av.J.-C. (année de la fondation de Rimini) et avant 187 av.J.-C. (année où les consul Marcus Aemilius Lepidus et Paullus Emilius menèrent la construction de la via Emilia). La centuriation de Cesena, comme celle de Rimini, dont elle est la suite, est orientée secundum coelum, c’est-à-dire en direction Nord-Sud, pourtant non alignée à la via Emilia, contrairement à ce qui est réalisé sur les territoires à l’Ouest de la plaine du Pô. La zone entre Rimini et Cesena fut organisée ensuite selon un projet qui la destinait à être prolongée vers l’Ouest. Actuellement les zones de Cesena et Rimini sont séparées par des zones apparemment non centurisées à cause des mouvements de terrains dus aux changements climatiques et mouvements fluviaux (lit des torrents saisonniers s‘épanchant en plaine comme le Rubicon-Pisciatello).
Le secteur de Cesena conserve sa forme de triangle rectangle dont la base est constituée de routes orientées Est-Ouest, alors que les routes côté vertical sont orientées Nord-Sud, parallèlement au fleuve Savio ; l'hypoténuse correspond à la ligne de fermeture du secteur de centuriation (actuelle via del Confine, entre Villalta et Pisignano), et celle ligne constitue la base postérieure de la centuriation de Cervia. Toute cette zone est traversée par une bissectrice, l’actuelle via Cervese qui, de Cesena, coupe transversalement des centuries pour rejoindre la via del Confine.

## Périodes byzantine, gothique et lombarde
Avec la chute de l’empire romain, Cesena fut fidèle à Odoacre (434-493), chevalier germain au service de l’Empire, qui subit l’ascension de Théodoric le Grand. À ce moment, en 1371, selon le cardinal Angelico, Cesena comptait environ 2 500 à 3 000 habitants répartis en 5 à 600 foyers.
Cesena passe sous domination byzantine à la fin de la guerre gothique et fit partie de l'exarchat de Ravenne (en italien « Esarcato »). Les périodes de paix et de guerre entre Exarchat et Lombards alternaient.

## La commune de Cesena

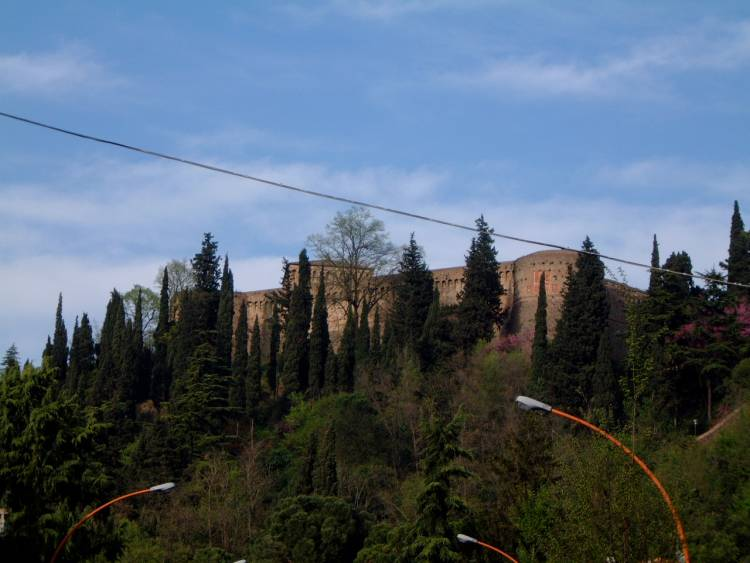
La « Rocca », forteresse de Cesena

Aux XIe et XIIe siècles, Cesena s’érige en commune et subit de fréquentes luttes avec les communes voisines, alimentées par la division entre Guelfes et Gibelins. La « Rocca », forteresse de la ville, fut munie de nouvelles défenses et tours par Frédéric Barberousse puis par Frédéric II.

## LesOrdelaffi
En 1338, à la suite de l’insurrection contre Bertrando del Paggetto (légat du pape), Cesena nomma « Capitaine du peuple », Francesco Ordelaffi, seigneur de Forlì.
Afin de ramener Cesena dans le giron de l’état pontifical, le pape Innocent VI envoya en Italie le cardinal Egidio Albornoz pour lutter contre les Ordelaffi et les Manfredi (seigneur de Faenza). C’est en cette période que Francesco II Ordelaffi confia la défense de la ville à son épouse, Marzia degli Ubaldini, dite « Cia », femme énergique et résolue, qui sut défendre la cité avec un courage légendaire (et cruauté dit-on), mais le 21 juin 1357 dut se rendre et Cesena retourna sous administration papale.
La cardinal Albornoz, personnage sage, se montra utile à la cité en faisant construire un nouveau palais pour le gouverneur, réforma les lois et équilibra plus justement les impôts. Mais à sa mort en 1367, les luttes reprirent avec plus de férocité et que les gouverneurs successifs ne firent qu’amplifier par leur incompétence.
La ruine de Cesena, fut provoquée par le cardinal Robert de Genève, fidèle au pape Grégoire XI qui l'avait nommé comme légat et lui avait attribué une armée de mercenaires bretons et français, dirigée pat John Hawkwood, qui après avoir assiégé Bologne, arrivèrent à Cesena qu’ils saccagèrent et en y perpétrant un massacre général, du 1er au 3 juillet 1377, assassinant sans distinction de sexe ou d’âge, des milliers d’habitants et en incendiant la ville, la réduisant à l’état de ruines (environ 4000 victimes).

## Seigneurie Malatestiana
- Galeotto Malatesta fut le premier seigneur de Cesena, issu de la fameuse famille des Malatesti de Rimini. La cité fut reconstruite et connut enfin une période de paix et de développement (abolition des impôts pour 5 années).
- Avec Andréa Malatesta en 1416, Cesena s’agrandit des domaines de Bertinoro, Meldola et Cervia.
- Puis Carlo Malatesta restaure la « Rocca » et y construit un nouveau château.
- Pandolfo Malatesta entoure Cesena d’une nouvelle enceinte.
- Puis ce fut à Domenico Malatesta, dit Novello, grand mécène et homme sage, que fut attribuée la reconstruction et la fortification de la « Rocca » et de la ceinture de muraille, la construction d’églises, de couvents, d'un hôpital, la réparation du pont sur le Savio, le creusement d’un canal pour l’alimentation des moulins et son œuvre principale : la bibliothèque Malatestiana.

Novello dut reprendre les armes en 1462 pour prendre part à la lutte de son frère Sigismondo contre Federico di Montelfetro. Cet épisode marque la fin des Malatesta et Novello se retira à Bertinoro où il mourut le 20 novembre 1465.
La peuple refusant la domination de l’état pontifical, les seigneurs reprirent les luttes intestines pour la domination du territoire.

## LesBorgia
Avec l’arrivée de César Borgia (1475-1507), le 2 août 1500, la paix revint enfin comme au temps des Malatesta. Malgré sa renommée d’homme cruel, César Borgia (fils du pape Alexandre VI), sut se monter équitable, tant auprès des notables que de la plèbe. Après son action pour faire la paix entre les deux familles rivales des Tiberti et des Martinelli, César Borgia chargea Léonard de Vinci d’entreprendre de grands travaux à Imola, puis à Cesenatico avec la construction d’un port-canal (port actuel) qui doit résister à l’ensablement et aux coups de boutoir de la mer (l’original du plan se trouve à la Bibliothèque Nationale de Paris). Puis le projet, qui n’aboutit pas, d’un canal reliant Cesena à Cesenatico (14 km).
Lucrèce Borgia, sœur de César, après deux mariages (avec Giovanni Sforza, seigneur de Pesaro en 1493, puis avec Alphonse d'Aragon, prince de Bisceglie, étranglé en 1500 sur ordre de César), fut envoyée vers Alphonse Ier d'Este, fils d’Hercule Ier d'Este (duc de Ferrare), pour consolider le pouvoir de la famille Borgia sur l’Émilie-Romagne. Le pacte de mariage conclu, Lucrèce quitta Rome avec une escorte de 150 personnes et 200 cavaliers, pour arriver à Cesena le 2 juin 1502, où elle fut accueillie par Don Ramiro De Lorqua (prince espagnol nommé gouverneur de Romagne par César Borgia pour sa fidélité, mais qui le fit assassiner et décapiter peu de temps après).
Le 24 juin une grande fête fut organisée à Cesena avec la participation de la population de la cité et des contrées voisines. Lucrèce rejoint la cour d’Este escortée par 700 fantassins, en protections des bandes de « mesnardiere » rassemblées à Cervia.
Après une rencontre fortuite et accidentelle avec un groupe armé sous les ordres du chevalier Beaumont, qui ne reconnut pas César Borgia ; celui-ci mourut le 11 mars 1507 après une lutte acharnée. Cesena retourna, une fois de plus, sous la domination de l’état pontifical.

## L’occupation française
En 1796, les français occupent la ville, créant des incidents avec la population. La situation se calma avec l’arrivée de Napoléon Ier au début de février 1797 et la création de « commissions communales » et de lois favorables pour le peuple ; qui suscita chez celui-ci l’amour de la liberté et l’indépendance de la Patrie.

## LeRisorgimento
Avec la défaire de Napoléon à la bataille de Leipzig à la fin de l’année 1813, les troupes autrichiennes occupèrent Cesena. Après quelques épopées politiques, la région passa sous la coupe du pape Clément Pie VII.
À partir des années 1820-21, des troubles reprirent et l’idée d’indépendance fit son chemin malgré l’intervention des troupes papales. Le 1er décembre 1859 fut signé à Bologne, par l’assemblée de Romagne, la fin du pouvoir papale sur la région. En mars 1860, Cesena plébiscite son entrée dans le royaume d'Italie.

## Le royaume d'Italie
Cesena et toute la Romagne entrèrent dans une ère de révolution et de passion patriotique, refusant l’administration monarchique et disposés à suivre Giuseppe Mazzini et Giuseppe Garibaldi dans leur aventure et pour l’instauration de l’unité nationale.